# Mind Games
| Оценки критиков | Оценки критиков |
| Источник        | Оценка          |
| --------------- | --------------- |
| AllMusic        | [ 2 ]           |
| Mojo            | [ 3 ]           |
| MusicHound Rock | 3/5             |
| Paste           | [ 5 ]           |
| Rolling Stone   | [ 6 ]           |
| Uncut           | [ 7 ]           |

Mind Games (с англ. — «Игры разума») — четвёртый сольный студийный альбом английского музыканта Джона Леннона. Он был записан на студии Record Plant в Нью-Йорке летом 1973 года. Альбом был выпущен в США 29 октября 1973 года и в Великобритании 16 ноября 1973 года. Это была первая запись Леннона, сделанная им самим без помощи Фила Спектора. Как и его предыдущий альбом, политически актуальный и несколько резковатый Some Time in New York City, Mind Games получили смешанные отзывы после выхода. Он достиг 13-го места в Великобритании и 9-го в США, где был сертифицирован как золотой на обеих территориях.
Альбом был записан в то время, когда Леннон испытывал трудности с иммиграцией в США и в начале его 18-месячной разлуки с Йоко Оно. Заглавный трек был выпущен синглом одновременно с альбомом. Сам альбом позже несколько раз переиздавался на протяжении 1970-х и 1980-х годов.

## История создания
К началу 1973 года Джон Леннон начал дистанцироваться от политической и социальной активностей, которыми он занимался предыдущие 18 месяцев. Примерно в это же время у него и его жены Йоко Оно возникли семейные проблемы. Когда Оно заканчивала работу над своим четвёртым альбомом Feeling the Space, Леннон решил, что тоже хочет записать свою пластинку. Желая выпустить альбом, который стал бы популярнее его предыдущего, политически заряженного и коммерчески провального Some Time in New York City, Леннон начал записывать несколько песен для Mind Games в своей квартире в Гринвич-Виллидж. Это первый сочинённый материал после годового перерыва.
Из-за частых появлений в суде, Леннон впал в стресс, который только усилился из-за постоянного наблюдения ФБР. Джон сказал: «Я просто не мог работать, понимаете? У меня была такая паранойя из-за того, что они прослушивали телефон и преследовали меня». Все это в совокупности заставило Леннона чувствовать себя эмоционально замкнутым.
В это время трудности между Ленноном и Оно становились все более заметными. В июне Джон и Йоко расстались. Ассистентка Оно, Мэй Пэнг стала любовницей Леннона, их отношения продлились 18 месяцев.

## Список композиций
Автор всех композиций — Джон Леннон, если не указано иное.
Первая сторона
1. «Mind Games» — 4:13
2. «Tight A$» — 3:37
3. «Aisumasen (I’m Sorry)» — 4:44
4. «One Day (at a Time)» — 3:09
5. «Bring on the Lucie (Freda Peeple)» — 4:12
6. «The Nutopian International Anthem» (Джон Леннон/Йоко Оно) — 0:03

Вторая сторона
1. «Intuition» — 3:08
2. «Out the Blue» — 3:23
3. «Only People» — 3:23
4. «I Know (I Know)» — 3:49
5. «You Are Here» — 4:08
6. «Meat City» — 2:45

## Участники записи
Согласно информации Брюса Спайзера
- Джон Леннон — вокал, бэк-вокал, ритм-гитара, слайд-гитара, акустическая гитара, клавинет, перкуссия
- Дэвид Спинозза[англ.]— соло-гитара
- Кен Эшер[англ.] — фортепиано, орган, меллотрон
- Гордон Эдвардс — бас-гитара
- Питер «Сники Пит» Кляйнов — слайд-гитара
- Майкл Брекер — саксофон
- Джим Келтнер — ударные
- Артур Дженкинс[англ.] — перкуссия
- группа Something Different — бэк-вокал
- Рик Маротта[англ.] — ударные в «Meat City»